# Microplidus modestus
Microplidus modestus är en skalbaggsart som beskrevs av Schein 1956. Microplidus modestus ingår i släktet Microplidus och familjen Melolonthidae. Inga underarter finns listade i Catalogue of Life.